# YAGU

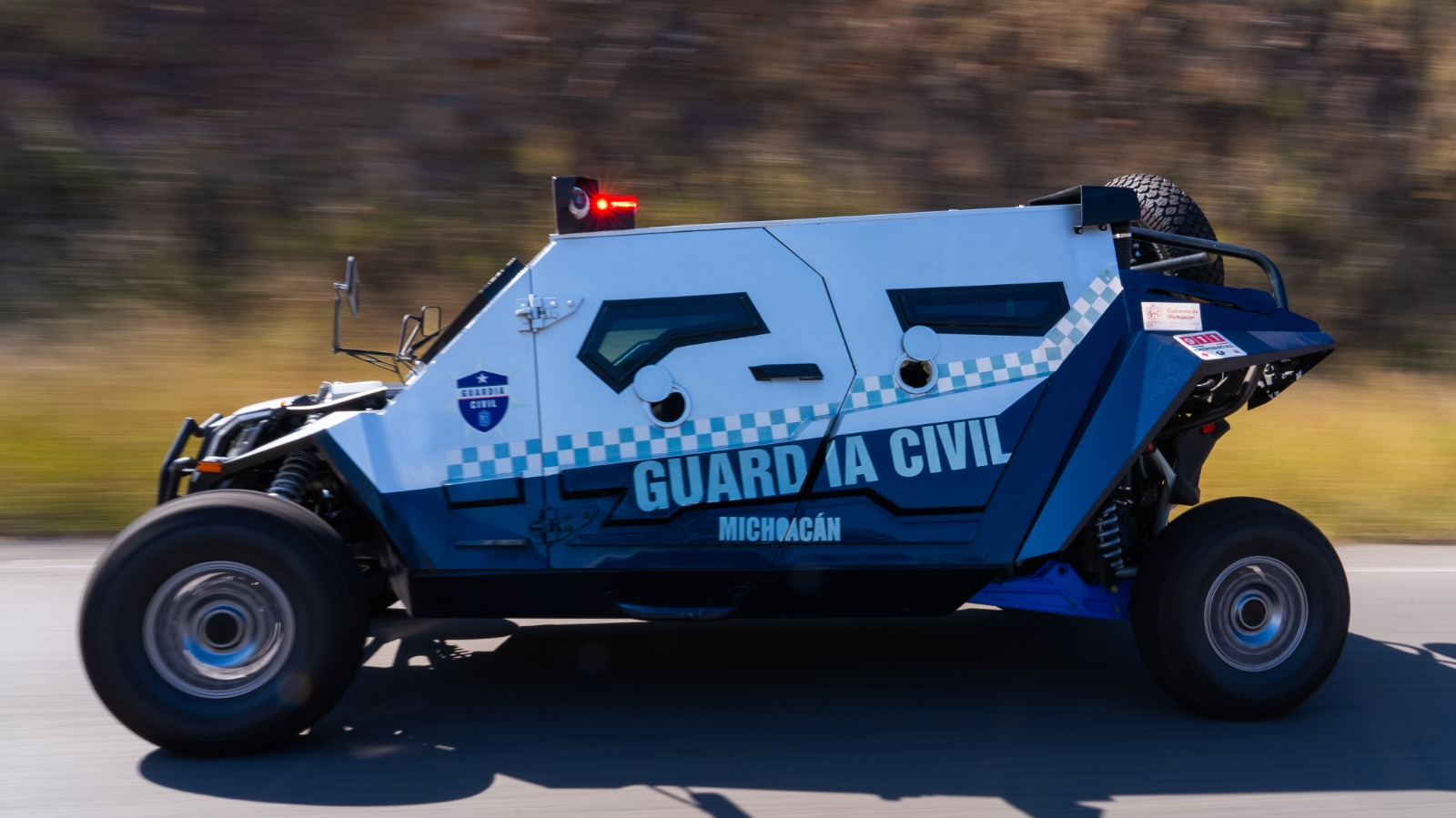

El YAGU es un vehículo de diseño mexicano que se destaca por su versatilidad y adaptabilidad a todo tipo de terrenos. Concebido para misiones de investigación, vigilancia, operaciones especiales y reconocimiento, se caracteriza por su resistencia balística de nivel V, capaz de resistir calibres de hasta 7.62 x 51. Su construcción incorpora materiales balísticos de vanguardia, como el polietileno balístico, que lo hacen notablemente ligero en comparación con otros vehículos blindados.
Este vehículo táctico es fabricado por IBN Industrias Militares, propietaria de la marca YAGU. Su impacto ya ha sido evidente al ser adoptado por el Ejército de El Salvador, como parte de su exitosa estrategia de control territorial, que ha reducido la delincuencia a niveles históricos. 
Los vehículos blindados representan un aliado vital para las autoridades de seguridad en su búsqueda por salvaguardar la paz y la seguridad. Estos vehículos sirven a las instituciones encargadas de hacer cumplir la ley y la erradicación del crimen.